# 4022 Nonna
4022 Nonna је астероид главног астероидног појаса са средњом удаљеношћу од Сунца која износи 2,357 астрономских јединица (АЈ).
Апсолутна магнитуда астероида је 12,7.